# Philemon Dickinson
Philemon Dickinson (Trappe, 5 aprile 1739 – Trenton, 4 febbraio 1809) è stato un politico e generale statunitense. Generale di brigata delle milizie del New Jersey, Dickinson fu uno dei militari più importanti della guerra d'indipendenza americana. Fu anche membro del Congresso continentale in rappresentanza del Delaware e senatore degli Stati Uniti in rappresentanza del New Jersey.

## Biografia
Dickinson nacque nel 1739 nel Maryland. Poco dopo la sua nascita, la famiglia Dickinson decise di trasferirsi nel Delaware. In questo Stato fu istruito da maestri privati fin quando non si iscrisse all'Università della Pennsylvania, in cui si laureò nel 1759. In seguito, studiò legge e fu ammesso al bar giuridico, ma non praticò mai. Nel 1767, Dickinson si spostò a Trenton, nel New Jersey. Il 14 luglio 1767, sposò sua cugina Mary Cadwalader (1746-1781) dalla quale ebbe due figli: Mary (1768-1822) e Samuel (1770-1837). Durante la guerra di indipendenza americana fu elevato al grado di maggior generale delle milizie del New Jersey.
Nel 1782 e nel 1783, Dickinson fu membro del congresso continentale in rappresentanza del Delaware. Nel 1783 e nel 1784 fu eletto al Consiglio legislativo del New Jersey dove fu vicepresidente. Quando William Paterson rassegnò le dimissioni come senatore nel 1790, Dickinson fu scelto per completare il mandato politico del predecessore. Rimase al Congresso fino al 1793. Dopo l'esperienza politica si ritirò nella sua tenuta a Trenton, "The Hermitage", fino alla sua morte avvenuta nel 1809. Fu seppellito nel Friends Burying Ground, a Trenton.
Anche suo fratello maggiore, John, fu un importante politico.